# Ser liminar

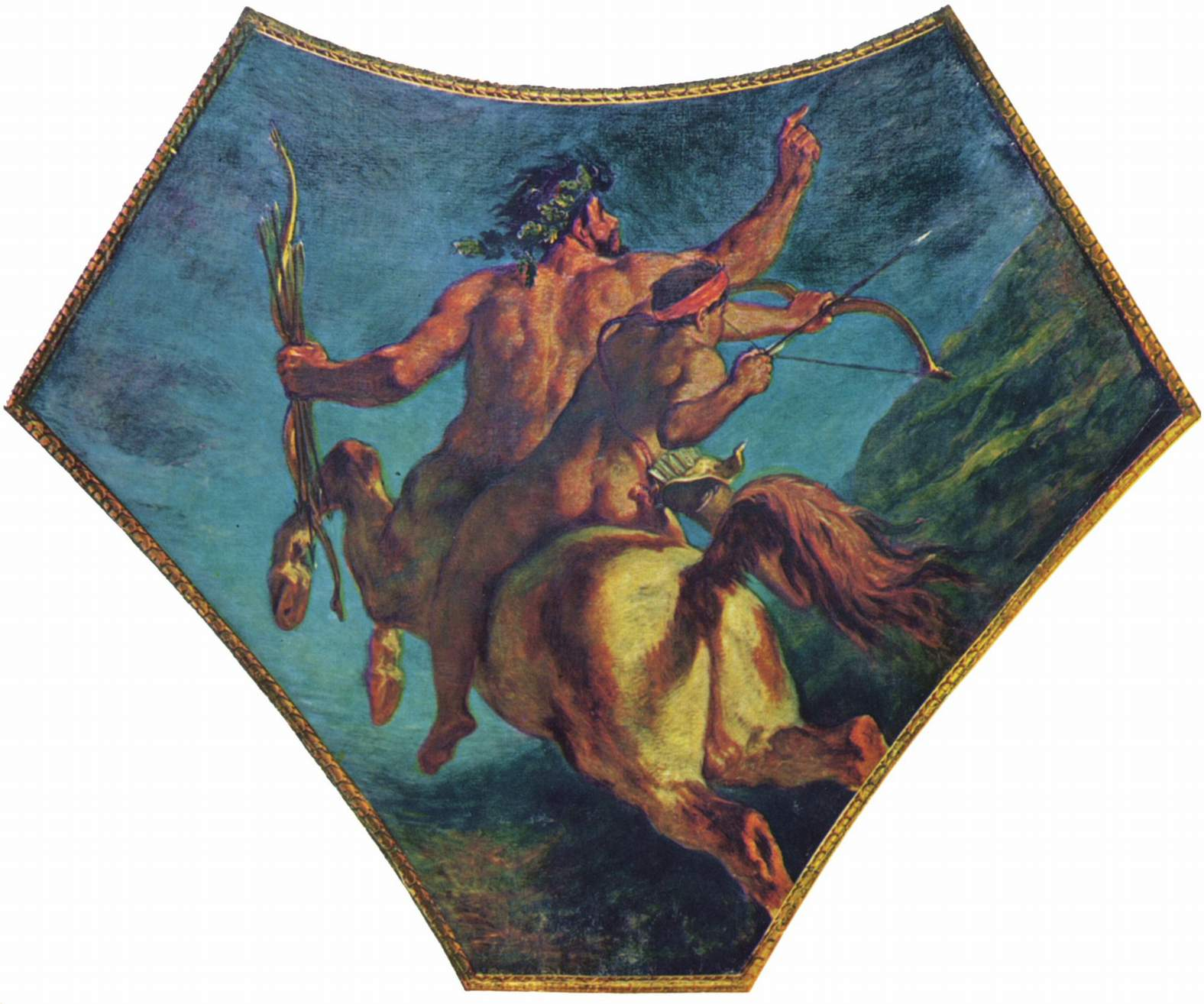
Quirón, mitad hombre, mitad caballo, instruyendo a Aquiles

Los seres liminares son aquellos que no pueden clasificarse fácilmente en una sola categoría de existencia. Asociados al estado umbral de liminalidad, del latín līmen, «umbral», representan y destacan los límites semiautónomos del mundo social.
Los seres liminares son seres naturalmente ambiguos, que desafían las redes culturales de clasificación social.

## Entidades liminares
El antropólogo cultural Victor Turner consideraba que las entidades liminares, tales como aquellas que se someten a ritos de iniciación, aparecían a menudo en forma de monstruos, como una manera de representar la co-presencia de opuestos—alto/bajo; bueno/malo—en la experiencia liminar.
Los personajes liminares son estructural y socialmente invisibles, habiendo dejado un conjunto de clasificaciones y aún no entrando en otro. La antropóloga social Mary Douglas ha resaltado los aspectos peligrosos de tales seres liminares, si bien son también potencialmente benéficos. De esta manera, a menudo se encuentra una figura de chamán semihumano, o un poderoso mentor con aspectos animales, como un centauro, presidiendo la etapa liminar de un ritual.

## Legendarios
Por extensión, seres liminares de naturaleza mixta e híbrida aparecen regularmente en mitos, leyendas y fantasía. Los seres liminares legendarios son criaturas legendarias que combinan dos estados distintos de existencia simultánea dentro de un cuerpo físico. Esta perspectiva única puede proporcionar al ser liminal sabiduría y la capacidad de instruir o enseñar, lo que los convierte en mentores adecuados, a la vez que los hace peligrosos y misteriosos.
Muchos seres en la fantasía y el folclore existen en estados liminares que son imposibles en seres reales:
Híbridos (dos especies):
- Centauros en la mitología clásica, entre ellos Quirón, el mentor de Aquiles
- Tritones en mitología clásica, bestias marinas mitad humanas[8]
- Sátiros y sus contrapartes mayores, los silenoi[8] en la mitología clásica, mitad hombre mitad cabra (similares al Fauno romano)
- Harpías en la mitología clásica, mitad mujer mitad pájaro (véase también: Furias o Erinias)[8]
- Cinocéfalos, humanos con cabeza de perro
- Yali (mitología hindú)
- 'Una figura liminar, como la Esfinge ... a medio camino entre animal y humano, y participando de ambos'.[9]

A la vez humanos y espíritus por sangre:
- Merlín es un cambión, hijo de una mujer y un íncubo[10]
- Calibán en la obra de William Shakespeare La tempestad
- Abe no Seimei, a quien legendariamente se le atribuye un padre humano y una madre kitsune (espíritu de zorro)

A la vez humanos y vegetales:
- el Hombre verde

A la vez vivos y muertos:
- los fantasmas, entre ellos Tiresias, el vidente muerto a quien Odiseo consultó en el inframundo, en la Odisea. Tiresias también había sido transformado en mujer y de nuevo en hombre mientras vivía, y era ciego además de vidente.

A la vez humanos y máquinas:
- En ciencia ficción, ejemplos de seres liminares incluyen los cíborgs, tales The Six Million Dollar Man (El hombre nuclear, en el doblaje latinoamericano), Darth Vader de la saga de Star Wars, Robocop,  y Siete de Nueve de Star Trek.

A la vez humanos y extraterrestres:
- híbridos o adoptivos divididos entre su naturaleza humana y alienígena, como Spock de Star Trek o Valentine Michael Smith de Forastero en tierra extraña.

A la vez seres humanos y deidades:
- Jesucristo